# Вологодская областная картинная галерея
Вологодская областная картинная галерея (ВОКГ) создана в 1952 году на базе художественного отдела Областного краеведческого музея, открыта 12 февраля 1954 года. Единственная в области картинная галерея.

## Фонд музея
В коллекцию галереи входят работы выдающихся русских и зарубежных художников: Дж. Доу, В. М. Васнецова, М. В. Нестерова, М. А. Врубеля, А. Н. Бенуа, А. А. Борисова, М. П. Клодта, Н. А. Клодта,, А. И. Куинджи, К. Я. Крыжицкого, И. К. Айвазовского, И. И. Левитана, С. Ю. Жуковского, В. В. Верещагина, И. Е. Репина, В. Д. Поленова, М. Х. Аладжалова, И. П. Богданова. Представлены картины вологодских художников Д. Т. Тутунджан, В. Н. Корбакова, Г. И. Попова, Я. Ю. Крыжевского, А. В. Пантелеева, C. И. Маркина и др.
Всего 28 982 единиц хранения, из них 27 894 предметов основного фонда.

## Структура галереи
- Центральный выставочный зал (Кремлёвская площадь, 3) находится в здании Воскресенского собора возведённом в 1772—1776 годах вологодским архитектором Златицким. Здесь экспонируются древнерусское искусство, русское искусство XVIII — начала XX веков, советское и западно-европейское искусство, работы вологодских художников и графиков, произведения русской оригинальной графики XIX — начала XX века.
- Шаламовский дом (улица Сергея Орлова, 15) в нём располагается коллекция русского и западно-европейского искусства. В то же время в доме находится Мемориальный музей В. Т. Шаламова — филиал ВГИАХМЗ.
- Музейно-творческий центр народного художника России В. Н. Корбакова — выставка художественных работ Владимира Николаевича Корбакова 1950—2000-х годов[5].
- Экспозиционно-выставочный центр современного искусства[6]
- Мемориальная мастерская А. В. Пантелеева (улица Козлёнская, 4)[7]